# You Were Never Really Here
You Were Never Really Here (no Brasil, Você Nunca Esteve Realmente Aqui; em Portugal, Nunca Estiveste Aqui) é um filme de suspense psicológico e drama de 2017 escrito e dirigido por Lynne Ramsay, e baseado no livro de mesmo nome de Jonathan Ames. Protagonizado por Joaquin Phoenix, o filme estreou no Festival de Cannes de 2017, onde Ramsay venceu o prêmio de melhor roteiro e Phoenix o de melhor ator.
No Brasil, foi lançado nos cinemas pela Supo Mungam Films em 9 de agosto de 2018. Em outubro de 2021, a Supo Mungam Films iniciou a pré-venda no Brasil da edição limitada e definitiva do filme em blu-ray em parceria com a Versátil Home Vídeo, que será lançado exclusivamente na loja virtual VersátilHV. O filme será lançado em duas versões: com memorabilia (com luva, livreto e cards) e em estojo simples.

## Sinopse
Joe (Joaquin Phoenix), um veterano de guerra, ganha a vida resgatando escravas sexuais presas em cativeiros, utilizando métodos brutais contra os responsáveis. Após uma missão mal sucedida em um bordel de Manhattan, a opinião pública se torna contra ele e uma onda de violência se abate na região.

## Elenco
- Joaquin Phoenix - Joe
- Ekaterina Samsonov - Nina
- Alex Manette - Votto
- John Doman - John McCleary
- Judith Roberts - mãe de Joe
- Alessandro Nivola - Williams

## Recepção
No agregador de críticas Rotten Tomatoes, que categoriza as opiniões apenas como positivas ou negativas, o filme tem um índice de aprovação de 89% calculado com base em 266 comentários dos críticos que é seguido do consenso: "Vigorosamente elevado por uma atuação tipicamente comprometida de Joaquin Phoenix, You Were Never Really Here confirma a roteirista e diretora Lynne Ramsay como uma das vozes mais exclusivas - e intransigentes do cinema moderno." Já no agregador Metacritic, com base em 41 opiniões de críticos que escrevem em maioria para a imprensa tradicional, o filme tem uma média aritmética ponderada de 84 entre 100, com a indicação de "aclamação universal".